# Erich von Bernstorff-Gyldensteen
Erich Adolf Ernst von Bernstorff-Gyldensteen (ur. 26 czerwca 1883 w Raguth w gminie Wittendörp, zm. 6 października 1968 w posiadłości Gyldensteen) – niemiecki hrabia i strzelec, medalista olimpijski.
Bernstorff-Gyldensteen wystąpił na Letnich Igrzyskach Olimpijskich 1912 w dwóch konkurencjach. Indywidualnie uplasował się na 18. pozycji w trapie. W trapie drużynowym zdobył wraz z kolegami z reprezentacji brązowy medal, osiągając trzeci rezultat wśród niemieckich strzelców (skład zespołu: Erich von Bernstorff-Gyldensteen, Alfred Goeldel-Bronikoven, Horst Goeldel-Bronikoven, Erland Koch, Albert Preuß, Franz von Zedlitz und Leipe).
Pochodził z niemiecko-duńskiej arystokratycznej rodziny Bernstorffów. Po śmierci ojca przejął posiadłość rodową Gyldensteen, położoną w gminie Nordfyn w Danii. W 1914 roku poślubił duńską księżniczkę Agnes Luise Sophie Krag-Juel-Vind-Frijs. Został później Królewskim Duńskim Szambelanem i Królewskim Mistrzem Łowów. Jako reprezentant Danii wystartował w trapie na nieoficjalnych mistrzostwach Europy w 1929 roku, zajmując 15. miejsce. Zmarł w 1968 roku w swojej posiadłości Gyldensteen.

## Wyniki

### Igrzyska olimpijskie

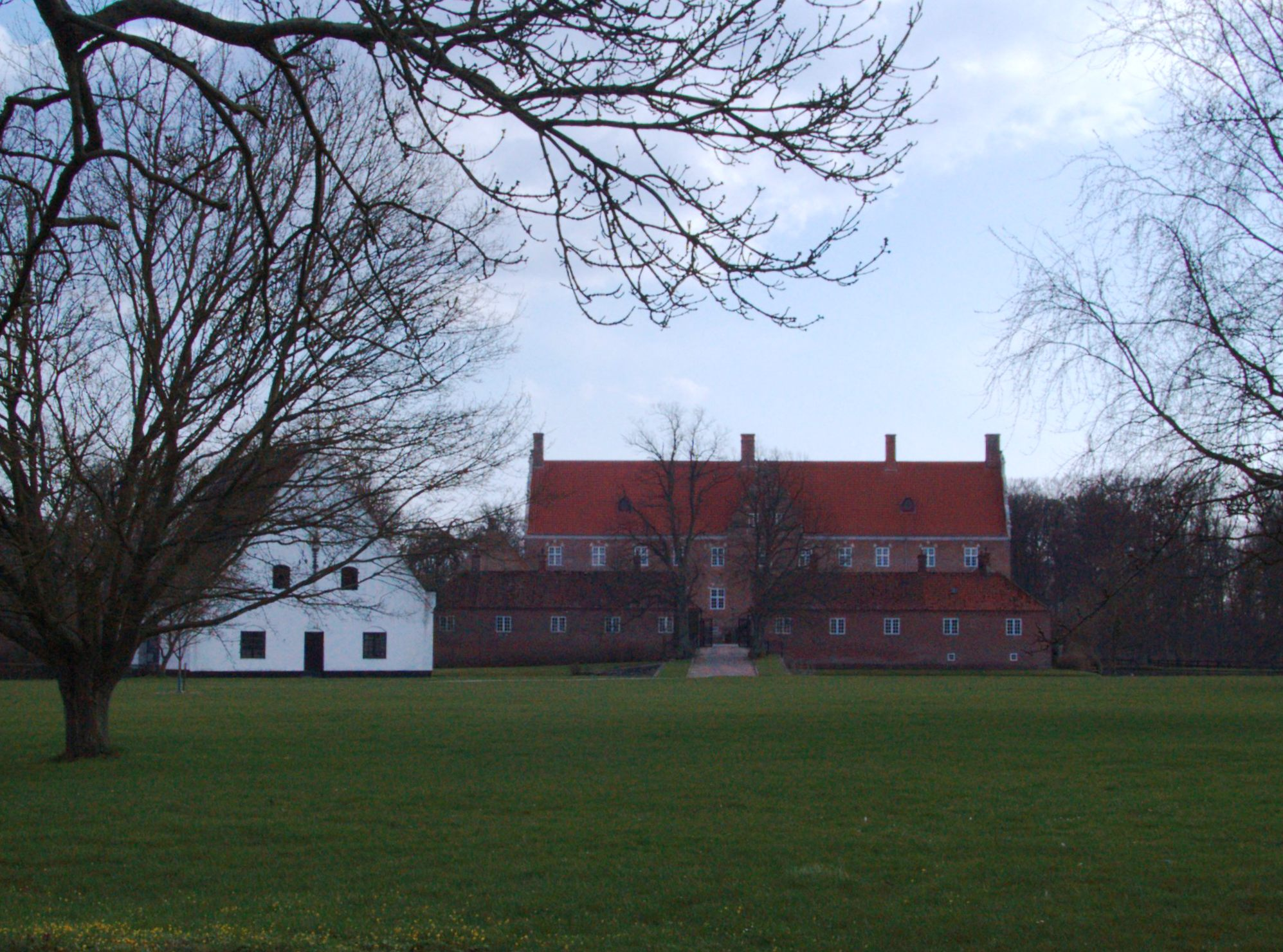
Fragment posiadłości Gyldensteen

| Igrzyska       | Konkurencja     | Wynik                                    | Miejsce | Źródło |
| -------------- | --------------- | ---------------------------------------- | ------- | ------ |
| Sztokholm 1912 | Trap            | 84 pkt. (17–24–43)                       | 18      | [ 4 ]  |
| Sztokholm 1912 | Trap, drużynowo | 510 pkt. (druż.) 87 pkt. ind. (18–24–45) |         | [ 5 ]  |